# Onychostruthus taczanowskii
Pardal-d'uropígio-branco ou pardal-das-marmotas (Onychostruthus taczanowskii) (também conhecido por Montifringilla taczanowskii) é uma espécie de ave da família Passeridae.
Pode ser encontrada nos seguintes países: China, Índia e Nepal.
Os seus habitats naturais são: matagal árido tropical ou subtropical e campos de gramíneas de clima temperado.